# Accélérographe

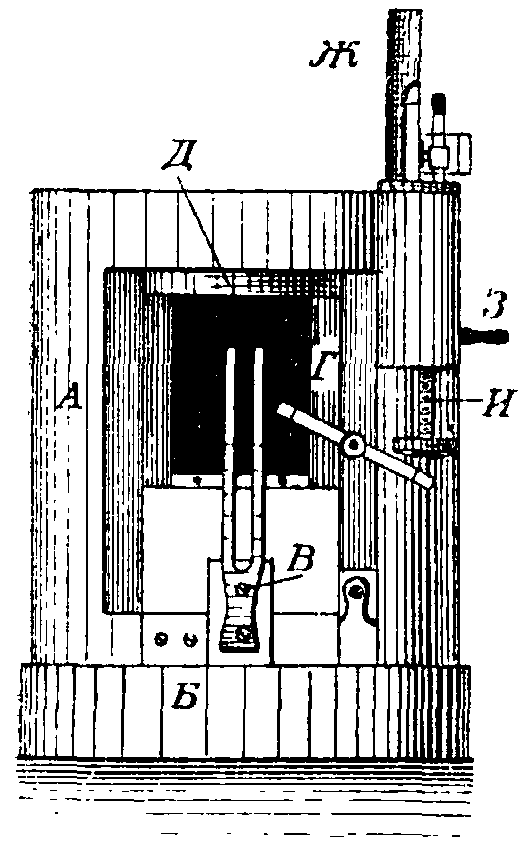
Accélérographe de Marcel Deprez (1927)

Un accélérographe est un instrument donnant un enregistrement proportionnel à l’accélération d’un mouvement.